# Locked In
Locked In es una película del año 2010 escrita por Ronie Christensen y protagonizada por Ben Barnes bajo la dirección de Suri Krishnamma.

## Trama
Cuenta la historia de un hombre que tiene todo lo que cualquiera desearía (dinero, buena apariencia, trabajo exitoso, amor) y decide dar un giro completo a su vida y dejarlo todo de lado. Pero el giro realmente inesperado de su vida sucede cuando su hija sufre un trágico accidente y queda en coma.

## Reparto
| Actor              | Personaje                                     |
| ------------------ | --------------------------------------------- |
| Ben Barnes         | Josh Sawyer                                   |
| Sarah Roemer       | Emma Sawyer                                   |
| Eliza Dushku       | Renee                                         |
| Brenda Fricker     | Joan                                          |
| Ian Somerhalder    | Whitey Bulger                                 |
| Leighton Meester   | Boston PD Detective Leighton                  |
| Taylor Momsen      | Boston PD Detective Taylor                    |
| Marguerite Moreau  | Boston PD Sargento Sara                       |
| Johnny Whitworth   | Nathan Sawyer                                 |
| Annie Wersching    | FBI Agente Annie                              |
| Stephen Amell      | Boston PD Sargento Sal                        |
| Paul Wesley        | Boston PD Oficial Bobby                       |
| Nina Dobrev        | Boston PD Detective Nina                      |
| Blake Lively       | Boston PD Detective Krista                    |
| James Harvey Ward  | Boston PD Swat Oficial Jake                   |
| Melissa Fumero     | Boston PD Swat Oficial Melissa                |
| Michael Trevino    | MIT Oficial Billy Collier                     |
| David Gallagher    | MIT Oficial de policía Wesley                 |
| Erik von Detten    | MIT Sargento Eric                             |
| Eric Lively        | Ten. de policía de WaterTown Mark             |
| Kat Graham         | Ten. de policía de WaterTown Catherine        |
| Bug Hall           | Oficial de policía de WaterTown Anthony       |
| Chris Brochu       | Oficial de policía de WaterTown Joey Reylonds |
| David Lee Smith    | Brink Armored Car Guard Mike                  |
| Riley Smith        | MIT Sargento Cliff Collins                    |
| Jake Picking       | MIT Oficial Sean Collier                      |
| Torrey DeVitto     | Boston EMS 1                                  |
| Bianca A. Santos   | Boston EMS 2                                  |
| Malese Jow         | Boston EMS 3                                  |
| Adam LaVorgna      | Boston EMS 4                                  |
| David Corenswet    | Boston EMS 5                                  |
| Alyssa Diaz        | Boston Swat 1                                 |
| Kayla Ewell        | Boston PD 1                                   |
| Persia White       | Boston PD 2                                   |
| Will Estes         | WaterTown Police Oficial Dino                 |
| Lana Condor        | Li                                            |
| Marnette Patterson | Boston PD Swat Oficial Sarah                  |
| Ana Nogueira       | Boston PD Swat Oficial Jessica                |
| Alex Mckenna       | Boston PD Swat Oficial Alex                   |
| Leon Weiler        | Brooke                                        |
| Abby Steinman      | Brooke (Alternándose)                         |
| Helen Steinman     | Brooke (Alternándose)                         |
| Peter Jason        | Super Ray                                     |